# Pepijn Aardewijn
Pepijn Aardewijn (* 15. Juni 1970 in Amsterdam) ist ein ehemaliger niederländischer Leichtgewichts-Ruderer, der 1996 Olympiazweiter im Leichtgewichts-Doppelzweier war.

## Sportliche Karriere
Der 1,89 m große Pepijn Aardewijn siegte 1990 im Leichtgewichts-Doppelzweier beim Match des Seniors, einem Vorläuferwettbewerb der U23-Weltmeisterschaften, 1991 siegte er im Leichtgewichts-Einer. In der Erwachsenenklasse belegte Aardewijn bei den Weltmeisterschaften 1991 den elften Platz mit dem Leichtgewichts-Doppelvierer. 1992 siegte Aardewijn in der U23-Altersklasse beim Nations Cup im Einer ohne Gewichtsbeschränkung. Bei den Weltmeisterschaften ohne Altersbegrenzung gewann er im Leichtgewichts-Einer die Silbermedaille hinter dem Dänen Jens Ernst Mohr. Im Jahr darauf siegte bei den Weltmeisterschaften in Račice u Štětí der Brite Peter Haining vor dem Australier Stephen Hawkins, Aardewijn erkämpfte die Bronzemedaille. 1994 in Indianapolis ruderte Aardewijn auf den siebten Platz.
1995 bildete er mit Maarten van der Linden einen Leichtgewichts-Doppelzweier, die beiden belegten bei den Weltmeisterschaften 1995 den siebten Platz. Bei den Olympischen Spielen 1996 in Atlanta standen erstmals Wettbewerbe für Leichtgewichts-Ruderer auf dem olympischen Programm. Im Leichtgewichts-Doppelzweier waren 19 Boote am Start. Die beiden Niederländer gewannen den ersten Vorlauf. Im Halbfinale erreichten sie den zweiten Platz mit 1,7 Sekunden Rückstand auf die Schweizer Markus und Michael Gier. Im Finale siegten die Schweizer mit drei Sekunden Vorsprung auf die Niederländer, 0,21 Sekunden dahinter gewannen die Australier Bruce Hick und Anthony Edwards die Bronzemedaille.
1997 trat Aardewijn im Leichtgewichts-Einer an und belegte den sechsten Platz bei den Weltmeisterschaften. Nach einem Jahr Pause kehrte Maarten van der Linden 1998 zurück in den Leichtgewichts-Doppelzweier. Mit Pepijn Aardewijn belegte er den fünften Platz bei den Weltmeisterschaften in Köln, 1999 in St. Catharines folgte der achte Platz. Zum Abschluss ihrer Karriere belegten die beiden den 12. Platz bei den Olympischen Spielen 2000 in Sydney.